# 柏妍樺
柏妍樺（2000年3月1日—），臺灣女演員，成名作為劇集《阿叔》 。

## 生平
柏妍樺畢業於國立臺灣科技大學電子工程學系，因在學時期曾擔任模特兒而對演藝產生興趣，放棄進入研究所。先是與劉冠廷合作代言的三星平板電腦廣告以及特殊教育微電影《一起一起在一起》進而被經紀公司發掘開始接受演員訓練，因為參與電視劇《阿叔》而為人熟悉。後亦開始經營自媒體，自編、自導、自演短片。

## 戲劇作品

### 電視劇
| 年份   | 頻道／平台         | 劇名       | 角色   |
| ------ | ------------------ | ---------- | ------ |
| 2023年 | 東森超視、華視主頻 | 阿叔       | 夏玟莉 |
| 2024年 | 東森超視、華視主頻 | 阿榮與阿玉 | 高阿蓮 |
| 2026年 | 民視、公視台語台   | 阿松與阿暖 |        |
| 2026年 | 向流星許願的我們   |            |        |

## 個人生活
柏妍樺是家中獨女。她喜歡養狗。